# Copa de Oro de 1987
La Copa de Oro de 1987, conocida también como Los Angeles Gold Cup, fue un torneo disputado en el mes de junio de 1987 en la ciudad estadounidense homónima. Los partidos del torneo se llevaron a cabo en el Los Angeles Memorial Coliseum, y el campeón del torneo fue Club de Regatas Vasco da Gama de Brasil, que venció en la final a Rosario Central, vigente campeón de la primera división de su país.
Los seis equipos participantes fueron divididos en dos grupos: el Grupo A estuvo compuesto por América de México, A.S. Roma de Italia y Vasco da Gama de Brasil, mientras que el Grupo B estuvo integrado por Rosario Central junto a Chivas de Guadalajara de México y Dundee United de Escocia.

## Resultados del torneo

### Grupo A
| 11 de junio de 1987 | Vasco da Gama | 5 – 0 | América | Los Angeles Memorial Coliseum, Los Ángeles |  |

| 14 de junio de 1987 | Roma | 2 – 1 | América | Los Angeles Memorial Coliseum, Los Ángeles |  |

| 17 de junio de 1987 | Roma | 0 – 0 | Vasco da Gama | Los Angeles Memorial Coliseum, Los Ángeles |  |

### Grupo B
| 11 de junio de 1987 | Rosario Central | 1 – 0 | Guadalajara | Los Angeles Memorial Coliseum, Los Ángeles |  |

| 14 de junio de 1987 | Guadalajara | 2 – 0 | Dundee United | Los Angeles Memorial Coliseum, Los Ángeles |  |

| 17 de junio de 1987 | Rosario Central | 3 – 1 | Dundee United | Los Angeles Memorial Coliseum, Los Ángeles |  |

### Semifinales
| 20 de junio de 1987 | Rosario Central                                                | 1 – 1 (5 – 4 p.)           | Roma                                                             | Los Angeles Memorial Coliseum, Los Ángeles |  |
|                     |                                                                | Tiros desde el punto penal |                                                                  |                                            |  |
|                     | - Palma - Galloni - Scalise - Bauza - Cuffaro Russo - Escudero |                            | - Desideri - Boniek - Di Carlo - Righetti - Bruno Conti - Dirceu |                                            |  |

| 20 de junio de 1987 | Vasco da Gama | 1 – 1 (4 – 3 p.) | Guadalajara | Los Angeles Memorial Coliseum, Los Ángeles |  |

### Tercer puesto
| 21 de junio de 1987 | Guadalajara | 4 – 2 | Roma | Los Angeles Memorial Coliseum, Los Ángeles |  |

### Final
En la final se enfrentaron Rosario Central y Vasco da Gama, equipos que habían llegado a tal instancia luego de eliminar por penales al A.S. Roma y al Guadalajara respectivamente. El choque definitorio se efectuó el domingo 21 de junio en el Los Angeles Memorial Coliseum de la ciudad de Los Ángeles, donde asistieron veinte mil espectadores. Rápidamente el equipo carioca se puso en ventaja gracias a un tanto marcado por Vivinho. Luego, en la segunda parte, Osvaldo Escudero estableció la paridad para Central, que poco duraría, puesto que dos minutos más tarde Geovani señaló el 2 a 1 definitivo para el Vasco.
| 21 de junio de 1987 | Vasco da Gama | 2 – 1 | Rosario Central | Los Angeles Memorial Coliseum, Los Ángeles |  |